# Acción Popular (Spanien)
Acción Popular var ett spanskt politiskt parti med katolsk bekännelse under Andra spanska republiken, som blev den viktigaste kärnan för bildandet av Confederación Española de Derechas Autónomas.
Partiet bildades hastigt den 29 april 1931, då den nya republiken grundades. Till en början var namnet "Acción Nacional" fram till 1932 då det bytte namn till "Acción Popular". Partiledare var Ángel Herrera Oria, direktör för El Debate, som blev partiets officiella organ. Partiet framträdde som en politisk front i försvar för den katolska tron, egendomsrätten och familjen.
När Herrera Oria den 19 oktober 1931 avsade sig ledarskapet för partiet, bildade man en kommitté under ledning av  José María Gil-Robles, tillsammans med Antonio Goicoechea och Fernando Suárez, greve av Vallellano. Dessa var två framträdande monarkister och i januari 1933 lämnade man Acción Popular för att grunda Renovación Española. I 1931 års lagstiftande församling ingick som ledamot Ricardo Cortés. I februari 1933 lämnade Herrera Oria ledningen för tidningen Debate, varvid Gil-Robles, som var den mest erfarne parlamentarikern bland sina partivänner, utnämndes till partiledare dagen före bildandet av CEDA. CEDA triumferade i valet 1933, i koalition med Renovación Española, Comunión Tradicionalista, lantbrukare och i några distrikt med de radikala och konservativa republikanerna.
Från början tillkännagav man att man skulle angripa legaliteten hos den nya republiken, och kom sedan att bli en tillflykt för de monarkistiska krafterna.
Partiets ungdomsorganisation var Juventudes de Acción Popular (JAP).
Till och med efter bildandet av CEDA-partiets ungdomsorganisation, Juventudes de Acción Popular (allmänt kallade ”Grönskjortorna”) fortsatte man att arbeta politiskt. Men våren 1936 underströks Acción Populars nedåtgående, då 15 000 grönskjortor lämnade rörelsen för att istället gå med i Falangen. När Spanska inbördeskriget bröt ut hade Acción Popular runt 12 000 medlemmar. När Francisco Franco tillkännagav bildandet av Falange Española de las Juntas de Ofensiva Nacional Sindicalista den 19 april 1937 var Acción Popular ett av flera partier som absorberades av denna nya högerpolitiska grupp.